# What Our Fathers Did: A Nazi Legacy
What Our Fathers Did: A Nazi Legacy ist ein britischer Dokumentarfilm aus dem Jahr 2015 über Niklas Frank und Horst von Wächter, den Söhnen der NS-Verbrecher Hans Frank und Otto Wächter. Der Dokumentarfilm wurde von David Evans gedreht.

## Inhalt
Der Dokumentarfilm setzt sich mit dem Umgang der Söhne der NS-Täter Hans Frank und Otto Wächter auseinander. Hans Frank war als Generalgouverneur im besetzten Polen für Deportationen, Zwangsarbeit und Massenmord verantwortlich und wurde daher im Nürnberger Prozess gegen die Hauptkriegsverbrecher zum Tode verurteilt und 1946 hingerichtet, während Otto Wächter unter Hans Frank als Chef im Distrikt Galizien tätig war und 1949 vermutlich an einer Infektion verstarb.
Zusammen mit dem englischen Rechtsanwalt und Schriftsteller Philippe Sands, dessen Familie Opfer des Holocaust war, besuchen Niklas Frank und Horst von Wächter dabei die Wirkungsorte ihrer Väter in Polen und der Ukraine. Hierbei entsteht ein Konflikt zwischen den Männern, die sich von Kindheitsbeinen an kennen, da Niklas Frank für seinen Vater nur Verachtung und Hass aufbringen kann, während Horst von Wächter seinen Vater in Schutz nimmt.

## Veröffentlichung
Der Film kam am 6. November 2015 in die US-amerikanischen Kinos.
In Deutschland wurde die Doku in verschiedenen Programmkinos gezeigt.

## Rezeption
Der Film hat eine 87-prozentige Bewertung auf Rotten Tomatoes, basierend auf 30 Kritiken. Nick Allen von RogerEbert.com bewertete den Film mit dreieinhalb Sternen. Clayton Dillard des Slant Magazine bewertete den Film mit zwei von vier Sternen.
Justin Chang von Variety bewertete den Film positiv und nannte ihn „eine beunruhigende Studie über Verleugnung, Verantwortung im Krieg und die Herausforderung, mit einem Monster in der Familie umzugehen“.
Der Hollywood Reporter gab dem Film ebenfalls eine positive Bewertung: „Ein ziemlich spezielles Bild in einem Meer von Holocaust-Material, Legacy ist neuartig und professionell genug gemacht, um auf Festivals und auf Video einen Wert zu haben; es bietet auch psychologische Einblicke, die für diejenigen interessant sind, die kein Interesse an einer weiteren WWII-bezogenen Dokumentation haben.“